# Vincentius Opsopoeus
Vincentius Opsopoeus, o Vincent Obsopoeus, o incluso Opsopœus, fue un humanista, filólogo y traductor alemán. Nació cerca de 1485 en Passau o en sus cercanías, con el nombre de nacimiento Vinzenz Heidecker (también se halla el registro de Heidnecker), y murió en Ansbach en agosto de 1539. Tradujo obras de Martín Lutero en las que propagaba sus ideas, así como de autores de la Antigüedad. Su obra más conocida es De arte bibendi, publicada en 1536, de la que se publicó una traducción en alemán en el año 1537.

## Biografía
Se tienen pocos datos sobre su vida. Nació alrededor de 1485 en Passau o cerca de allí y su nombre de nacimiento fue Vinzenz Heidecker o Heidnecker, y su padre era cocinero. Después de sus primeros rudimentos de estudio en Salzburgo, estudió en Wittenberg y en Leipzig. Se vinculó durante su larga estadía en Nuremberg, comenzada en 1524, con muchos sabios, en especial con Joachim Camerarius, el Anciano y con Philippe Melanchthon. Fue rector del gimasium de Ansbach en 1529 y fue un propagador de las ideas de Lutero. Su rica biblioteca se conserva en Erlangen.

## Obras
Se conservan elegantes traducciones suyas al latín de muchos escritos de Lutero: De arte bibendi (Nuremberg 1536, in-4°), Epigrammata in corruptos civitatis Onaldeni mores; Annotationes in IV liberos græcorum epigrammatum (Bâle, 1540, in-40). También, dos ediciones de la Correspondencia de San Basilio y de San Gregorio, en latín (1528), unas Historiass de Polibio (1530), unas Æthiopiques de Heliodoro, y la ’Historia de Diodoro de Sicilia (1535), así como las Obras de Luciano (1538).